# Palác Turbů
Palác Turbů nebo Turbovský palác, zvaný také dům U Černého gryfa či U Tří stříbrných hvězd je rokokový palác šlechtického rodu Turbů. Nachází se v Praze na Malé Straně na Maltézském náměstí 477/6. Je chráněn jako kulturní památka. Od roku 1924 byla budova využívána jako sídlo mexického velvyslanectví. Později se stalo sídlem Japonského velvyslanectví v Praze, které zde sídlí i v současné době.

## Popis
Dvoupatrová budova s nízkým atikovým patrem obklopuje s dvěma přízemními křídly menší dvůr. Sedmiosé průčelí s pásovou bosáží v přízemí je členěno dvěma rizality a v patrech pilastrovým řádem s jónskými hlavicemi. Třetí patro je atikové, oddělené kordonovou římsou. Nad okny v prvním patře jsou nadokenní římsy. Z původní rokokové výzdoby interiéru se dochoval v prvním patře salon se štukovou dekorací stěn a stropu.

## Historie

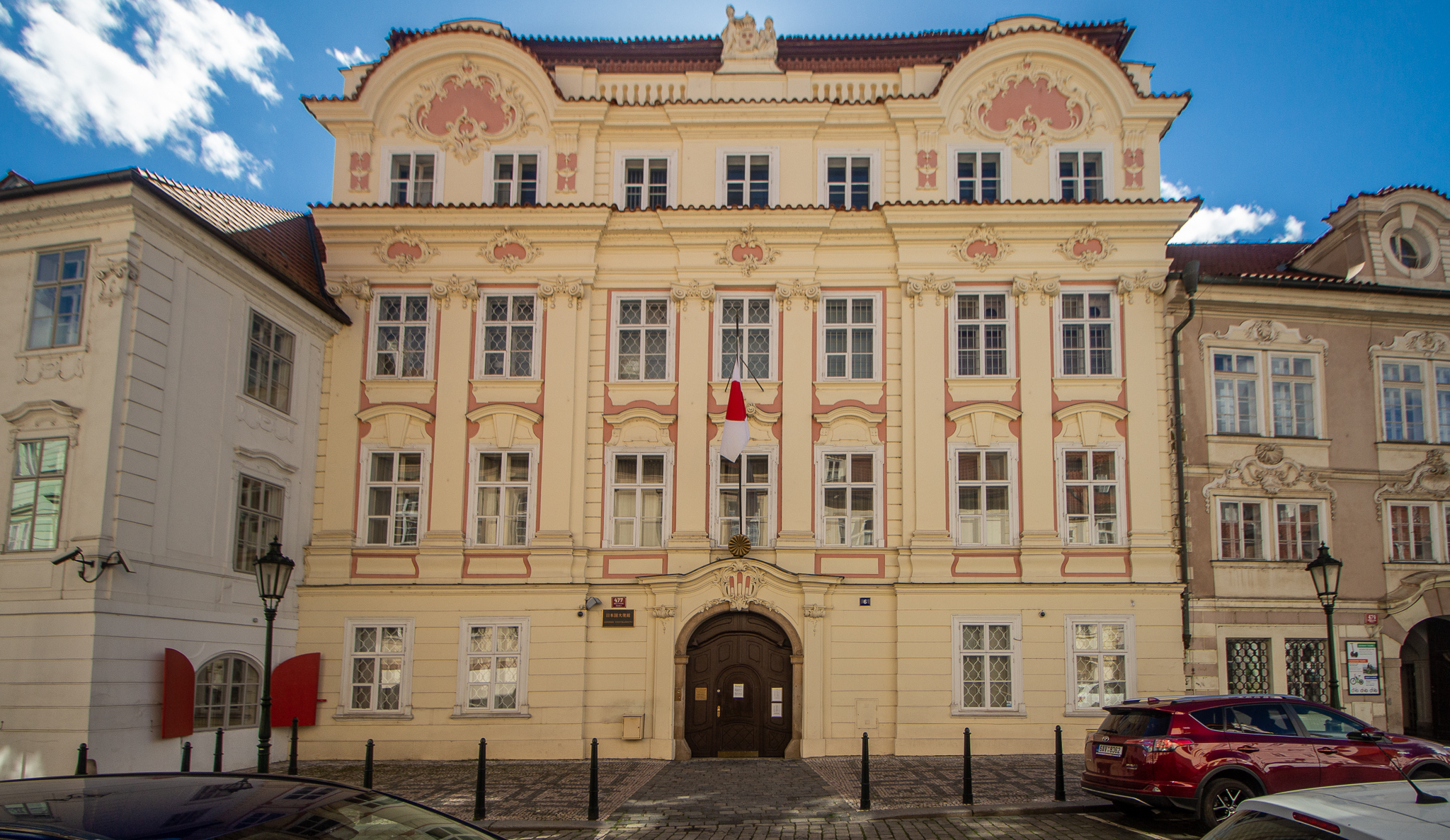
Průčelí paláce

Původní renesanční dům byl barokně přestavěn koncem 17. století. Po požáru v roce 1765 následovala přestavba do současné rokokové podoby, realizovaná v letech 1767–1768 podle projektu Josefa Jägera pro Františka Xavera Turbu (1719–1781).
Od roku 1924 v paláci sídlilo původně mexické vyslanectví, od roku 1957 pak velvyslanectví Japonského císařství v Československu, posléze pak v České republice. V souvislosti s tím byly zejména kolem roku 1932 provedeny některé novodobé adaptace, přesto je palác i díky své uliční fasádě považován za jednu z nejlepších rokokových přestaveb v Praze.